# 夕張バス
夕張バス（ゆうばりバス）は、北海道炭礦汽船の関連会社で、北海道夕張市を中心に路線バスを運行した会社。

## 概要
1950年（昭和25年）に夕張乗合自動車株式会社（後に夕張バス株式会社）が設立され、同年4月1日夕張鉱業所 - 若菜間をバス2台で営業開始した。その後、丁未 - 若菜間（高松・福住人車経由）の夕張市内線を中心として道路の改良と共に若菜 - 清水沢 - 南部・真谷地・登川と路線を拡充した。1956年（昭和31年）には札幌急行線（夕張駅前 - 札幌）を北海道中央バスとともに運行、同年に沼ノ沢 - 紅葉山間を延伸した。1961年（昭和36年）には清水沢急行線（清水沢 - 札幌）、1962年（昭和37年）には三菱鉱業バスとともに大夕張急行線（大夕張駅前 - 夕張駅前）を運行するが、1963年（昭和38年）に同じ北炭系列の夕張鉄道に吸収・合併された。バスの塗色は水色を基本に赤・クリームのラインの入ったものであり、夕鉄合併後も70年頃までは旧夕張バスカラーを見ることができた。本社・車庫所在地は夕張市若菜であったが、これは後の夕鉄バス若菜ターミナルである。

## 歴史
- 1950年（昭和25年）
  - 3月 道南バス株式会社の出資を仰ぎ、夕張乗合自動車株式会社設立。
  - 4月1日 夕張鉱業所 - 若菜間を2台で営業開始。以後、夕張市内路線を順次拡大。
- 1951年（昭和26年）4月11日 - 若菜 - 清水沢川向（清陵町）間運行開始。
- 1953年（昭和28年）6月8日 - 清水沢 - 南部（南大夕張）間6往復運行開始。
- 1954年（昭和29年）5月 本社を若菜に移転。
- 1956年（昭和31年）
  - 7月 北炭の出資を仰ぎ、夕張バス株式会社に改称。
  - 8月29日 急行札幌夕張線免許認可。
  - 9月17日 沼ノ沢 - 紅葉山・登川・滝の上間運行開始。
  - 11月4日 夕張バス労働組合結成。
- 1958年（昭和33年）12月1日 - 若菜 - 清水沢清湖町（分配所）間運行開始。
- 1960年（昭和35年） 丁未 - 若菜線95往復、若菜 - 清水沢線40往復。札幌急行線（2往復）は当時としては珍しいリクライニングシート車で運行した。
- 1961年（昭和36年）6月3日 清水沢急行線（清水沢 - 札幌）運行開始。
- 1962年（昭和37年）10月7日 三菱バスと協定で、夕張 - 大夕張間急行バス開業（夕張バス8往復・三菱バス7往復）。
- 1963年（昭和38年）
  - 8月28日 札幌急行線を3往復に増強。
  - 10月1日 夕張鉄道株式会社に吸収・合併。